# 헝 (드라마)
《헝》(Hung)은 2009년 6월 28일부터 2011년 12월 4일까지 HBO에서 방영된 텔레비전 코미디 드라마이다.

## 개요
디트로이트 교외의 고등학교 농구 코치 레이는 아내와 이혼하면서 십대 쌍둥이 자녀들과 유년 시절 살았던 집으로 이사하게 된다. 그러나 보험을 들어놓지 않은 이 집에 불이 나면서 돈에 쪼들리게 된 레이는 친구 타니아를 포주로 삼고 남창이 되어 돈을 벌게 된다.

## 출연

### 주연
- 토머스 제인 - 레이 드레커 역
- 제인 애덤스 - 타니아 스케이글, 레이의 포주 역
- 앤 헤이치 - 제시카 핵슨, 레이의 전 아내 역
- 찰리 색스턴 - 데이먼 드레커, 레이와 제시카의 아들 역
- 셔노아 스밋맥피 - 다비 드레커, 레이와 제시카의 딸 역
- 에디 제미슨 - 로니 핵슨, 제시카의 새 남편 역
- 리베카 크레스코프 - 러노어, 라이프 코치이자 포주 역
- 그레그 헨리 - 마이크 헌트, 보조 코치 역
- 레니 제임스 - 찰리, 타니아의 멘토 역
- 스티븐 어멜 - 제이슨, 지골로 역

### 조연
- 로런 위드먼 - 호니 패티 역